# Baňa
Baňa es un municipio del distrito de Stropkov en la región de Prešov, Eslovaquia, con una población estimada a final del año 2024 de 202 habitantes.
Se encuentra ubicado al noreste de la región, cerca del río Ondava (cuenca hidrográfica del río Tisza) y de la frontera con  Polonia.

## Demografía
| Año        | 1994 | 2004    | 2014    | 2024     |
| ---------- | ---- | ------- | ------- | -------- |
| Población  | 202  | 192     | 181     | 202      |
| Diferencia |      | −4,95 % | −5,72 % | +11,60 % |

| Año        | 2023 | 2024    |
| ---------- | ---- | ------- |
| Población  | 198  | 202     |
| Diferencia |      | +2,02 % |